# اناکا
اناکا (به لاتین: Anaka) یک منطقهٔ مسکونی در اوگاندا است که در Northern Region, Uganda واقع شده‌است.

## خصوصیات
اناکا ۱٬۰۰۰ متر بالاتر از سطح دریا واقع شده‌است.